# Roman Loimeier
Roman Loimeier (* 1957 in Passau) ist ein deutscher Islamwissenschaftler.

## Leben
Er studierte von 1978 bis 1984 an der Universität Freiburg und der SOAS University of London Ethnologie und Afrikawissenschaften, anschließend von 1984 bis 1989 Islamwissenschaft an der Universität Bayreuth. Er promovierte 1991 und habilitierte sich 1997 im Fach Islamwissenschaft. Von 1991 bis 2004 war er wissenschaftlicher Assistent, dann Oberassistent an der Universität Bayreuth. Von 2006 bis 2007 war er Research Fellow am Zentrum Moderner Orient in Berlin. Seit 2009 ist er Professor im Institut für Ethnologie an der Universität Göttingen und Leiter der Ethnologischen Sammlung.
Seine Forschungsschwerpunkte sind Anthropologie des Islams, historische Anthropologie, islamische Gesellschaften und Konflikte im postkolonialen Afrika.